# Édouard Manduau
Édouard Manduau, né le 18 décembre 1855 à Ixelles et mort le 3 août 1937 à Nieuport, est un capitaine de marine, artiste peintre paysagiste et aquarelliste belge, surtout connu pour son travail dans l'État indépendant du Congo et dans la campagne autour de Bruxelles.

## Biographie
Édouard Jean Marie Manduau, né le 18 décembre 1855 à Bruxelles, est le fils d'Antoine Manduau, ébéniste, et de Mathilde Steen. Il épouse Marie-Thérèse Delattre à Etterbeek le 4 février 1892. 
Dans sa jeunesse, il étudie à l'Académie des arts de Londres et de Bruxelles en 1871 où il est condisciple et ami de James Ensor. Il prend part à l'Exposition générale des Beaux-Arts en 1881. Son activité artistique n'est toutefois qu'un dérivatif. En effet, il a une carrière professionnelle de lieutenant dans la marine marchande anglaise et belge.
Il s'engage en février 1884 comme agent de l'Association Internationale Africaine (AIC) au Congo. Il est chargé de prendre le commandement des steamers qui font la navette entre les Stanley-Falls et le Stanley-Pool. Arrivé sur place, il  est mis à la disposition du capitaine Edmond Hanssens à Léopoldville et attaché à une mission d’exploration de la rivière Djué. Il s’occupe ensuite de la flottille sur le fleuve Congo à Léopoldville, Hanssens le chargeant du montage des bateaux sur le Stanley-Pool et du radoub de la flottille.
À l’automne 1884, Hanssens monte une expédition à laquelle Édouard Manduau participe en vue d'assurer les droits de l’AIC sur tout le territoire, de Kwamouth à Bombo. Lors de ce voyage, il est affecté au poste de Kimpoko à proximité du Stanley-Pool, équipé d'un sémaphore.
Au début de 1885, Il tombe gravement malade, touché par les fièvres. Il est contraint de retourner en Europe en mars 1885. En octobre 1885, il présente l'Exposition du Congo à l'Alhambra à Bruxelles avec le peintre Édouard Henri Navez (qui a été chargé des retouches sur les toiles de Manduau). Cette exposition présente des peintures, croquis, photographies et objets du Congo. Il y expose la station de l'Association, Brazzaville, des portraits de chefs indigènes, différentes vues du fleuve Congo, des armes, instruments de musique, fétiches, etc. Par leurs couleurs chatoyantes, les peintures de paysages et d'indigènes ainsi que les objets du Congo créent pour la première fois auprès du public bruxellois un mouvement de curiosité pour l'exotisme tropical du Congo.
Par la suite, Manduau a encore effectué un voyage au Congo français, comme directeur des Établissements Gratry.
En 1898, il est engagé comme collaborateur et dessinateur au Mouvement géographique, journal géographique et ethnographique reflet de l'entreprise coloniale du Congo belge. Il assume notamment la tâche complexe et minutieuse de dresser la carte du Congo au 2.000.000e.
Il est généralement considéré comme le premier peintre colonial au Congo belge. Son originalité artistique vient du fait qu'il a été le témoin contemplatif et critique des premiers temps du Congo colonial. Dans les années 1930, il prête ses tableaux, croquis et objets à des expositions universelles, d'art colonial et internationales. Une part appréciable de ses œuvres appartient désormais au Musée royal de l'Afrique centrale. Il réalise le premier panorama du Congo qui est exposé au Musée de Tervuren en 1899.
À la suite de son décès à Nieuport le 3 août 1937, ses funérailles ont lieu à l'église Saint-Pierre de Woluwe-Saint-Pierre et il est inhumé au cimetière de Woluwe-Saint-Pierre.

## Sélection d'œuvres
- Une visite aux chutes Mtamo.
- La civilisation au Congo, Musée royal de l'Afrique centrale.
- Issanghila.
- Vue de Banana.
- Grande île du Stanley-Pool.
- Paysage de la rive sud.
- Un rêve.
- Végétation des bords du Congo.
- La station de Lokoula Kalina point.
- La forge à Léopoldville.

## Distinctions
- Chevalier de l'ordre royal du Lion.
- Palmes d'or de l'ordre de la Couronne.
- Médaille commémorative du Congo.